# 木瓜みらい
木瓜 みらい（ぼけ みらい、1951年9月11日 - ）は、日本の女優。本名は浜野暁美。東京都出身。身長155cm。体重44kg。特技はギター。

## 人物、学歴
大成高等学校卒業。劇団青俳を経た後、『おしん』、『中学生日記』、『はぐれ刑事純情派』などに出演。
1986年にアメリカ・ニューヨークへ渡り、1989年に帰国。
古澤侑峯「源氏舞」の語り。演劇ワークショップ講師等の活動中。

## 出演

### 映画
- 女生徒（1979年、にっかつ） - 菊地ムツ子
- 禁じられた体験（1979年、にっかつ） - アイコ
- レイプハンター 狙われた女（1980年、にっかつ） - アケミ
- 聖子の太股 女湯小町（1982年、にっかつ） - 敏江
- 犯され志願（1982年、にっかつ） - バーのママ
- 紫式部 源氏物語（1987年、日本ヘラルド映画） - 王命婦
- 母（1988年、松竹） - よし子

### テレビドラマ
- 男たちの旅路 第3部 第3話「別離」（1977年、NHK）
- 土曜ドラマ / 松本清張シリーズ・一年半待て（1978年、NHK） - 事務員
- 噂の刑事トミーとマツ 第1シリーズ 第2話「トミーの初恋・夢見街」（1979年、TBS）
- 大空港（1980年、フジテレビ）
  - 第77話「空港特捜部よ・永遠に! -前篇-」
  - 第78話「空港特捜部よ・永遠に! -後篇-」 - 国際犯罪連合メンバー
- 西部警察シリーズ（テレビ朝日）
  - 西部警察 第72話「命をつなぐ鎖」（1981年） - 浅野礼子
  - 西部警察 PART-II 第15話「ニューフェイス!! 西部機動軍団」（1982年） - 室谷ゆきえ
- 特捜最前線 第217話「深夜の密告ファクシミリ」（1981年、テレビ朝日）
- 同心暁蘭之介 第13話「姑ごろし」（1982年、フジテレビ）
- 峠の群像（1982年、NHK） - 湯女
- 春の傑作推理劇場 / ひねくれた殺人（1982年、テレビ朝日）
- ライオン奥様劇場 / おれは亭主だ（1982年、フジテレビ）
- 立花登・青春手控え 第2話「女牢」（1982年、NHK）
- おしん（1983年、NHK） - お袖
- 右門捕物帖 第12話「江戸から消えた女」（1983年、NTV）
- ライオン午後のサスペンス （フジテレビ）
  - 疑惑の女（1983年）
  - 男と女のクラス会（1984年）
- 事件記者チャボ! 第17話「チャボっと見ていた少年!!」（1984年、日本テレビ） - 圭子
- うちの子にかぎって…パート2 第8話「だまって俺について来い」（1985年、TBS） - 海老沢美奈
- 月曜ドラマランド / あしながおじさん（1986年、フジテレビ）
- 君の瞳をタイホする! 第9話「技有り! 思わず愛の四方固め」（1988年、フジテレビ）
- ドラマスペシャル / 恵子! ゴールが見えるよ…（1990年、テレビ東京
- 火曜サスペンス劇場（日本テレビ）
  - 下弦の月（1990年）
  - 隠し続けた女 オンラインの甘い罠（1995年）
  - 新任判事補2 毒入りモナカを食べた老人の死、他殺自殺の壁に挑む新米女性裁判官（1995年） - せつ子
  - 取調室9 数多くの人の命を救った女医が犯した殺人に県警本部が挑んだ10日間（1998年） - 衣笠悦子
  - 救命救急センター 殴られて意識不明の男（2000年）
  - 街の医者・神山治郎4 消えた母性（2003年）
- 男と女のミステリー / カラオケスナック「あんこ椿」の事件簿（1990年、フジテレビ）
- 世にも奇妙な物語「顔」（1992年、フジテレビ）
- 銭形平次 （フジテレビ）
  - 第3シリーズ 第16話「四人の容疑者」（1993年）
  - 第4シリーズ 第10話「お静の秘密」（1994年）
- はぐれ刑事純情派 （テレビ朝日）
  - 第7シリーズ 第7話「同窓会殺人事件 女がウソをつくとき」（1994年）
  - 第13シリーズ 第19話「夫がチカン!? 噂を流された女」（2000年）
  - 第14シリーズ 第2話「安浦刑事が魚屋に婿入り!?匂いを嗅ぐ女」（2001年）
- 月曜ドラマスペシャル （TBS）
  - 湯けむり仲居純情日記5（1995年）
  - 警部補・坪内直哉 父と娘の事件簿（1998年）
  - 陰の季節2 動機（2001年）
- Missダイヤモンド（1995年、テレビ朝日）
- 初春ドラマスペシャル （テレビ東京）
  - 人情馬鹿物語（1998年）
  - 恍惚の人（1999年）
- 先生知らないの? 第5話「母の日」（1998年、TBS）
- めぐり逢い 第4話「あふれ出る想い」（1998年、TBS）
- 春の惑星（1999年、TBS）
- あぶない放課後 第5話「遂に告白!?恋の進路は…」（1999年、テレビ朝日）
- to Heart 〜恋して死にたい〜 第5話・6話（1999年、TBS）
- 3年B組金八先生 第5シリーズ 第18話「自分を探す旅」（2000年、TBS）
- ショカツ 第3話「ウソつきは警察の始まり!?」（2000年、関西テレビ）
- 百年の物語 第1夜「大正編・愛と憎しみの嵐」（2000年、TBS）
- 土曜ワイド劇場 （テレビ朝日）
  - 津軽海峡に消えた女（2001年）
- 恋するトップレディ 第5話「史上最悪の一日!」（2002年、関西テレビ）
- 明日があるさスペシャル（2002年、日本テレビ）
- 金曜エンタテイメント / 赤い霊柩車15 偽りの葬儀（2002年、フジテレビ） - 池内康代
- 怪談新耳袋 第2シリーズ 第17話「白いひも」（2003年、BS-i）
- 月曜ミステリー劇場 （TBS）
  - おばさん会長・紫の犯罪清掃日記 ゴミは殺しを知っている4（2003年）
  - 真実を追う男2（2004年）
- 東京フレンズ 第3話（2006年、関西テレビ）